# أليكساندر روسي
أليكساندر روسي (بالإنجليزية: Alexander Rossi)‏ مواليد 25 سبتمبر 1991 في كاليفورنيا، الولايات المتحدة، هو سائق فورملا 1 أمريكي. كان أول سباق له هو جائزة بلجيكا الكبرى 2014.

## سباقات شارك فيها
- لو مان 24 ساعة
- بطولة العالم للتحمل

## وصلات خارجية
- أليكساندر روسي على موقع Racing-Reference.info (الإنجليزية)
- أليكساندر روسي على موقع DriverDB.com (الإنجليزية)

- الموقع الرسمي